# Wedoquella punctata
Wedoquella punctata är en spindelart som först beskrevs av Albert Tullgren 1905. 
Wedoquella punctata ingår i släktet Wedoquella och familjen hoppspindlar. Inga underarter finns listade i Catalogue of Life.